# Edmund Sullivan
Edmund Joseph Sullivan (1869-1933), est un dessinateur, un graveur et un illustrateur britannique.

## Biographie
Il apprend son art sous la direction de son père, Michael Sullivan, professeur de dessin. Il collabore comme illustrateur à de nombreux journaux tels le Daily Graphic, publication journalière lancée en 1890 par la société H.R. Baines and Co. propriétaire du Graphic, l’English Illustrated Magazine, The Pall Mall Magazine. Il illustre une vingtaine de livres dans un style influencé par Dürer mais aussi l'Art nouveau.
En 1931, il devient le Maître de l'Art Workers' Guild.

## Galerie

Illustrations pour The Rubaiyat of Omar Khayyam
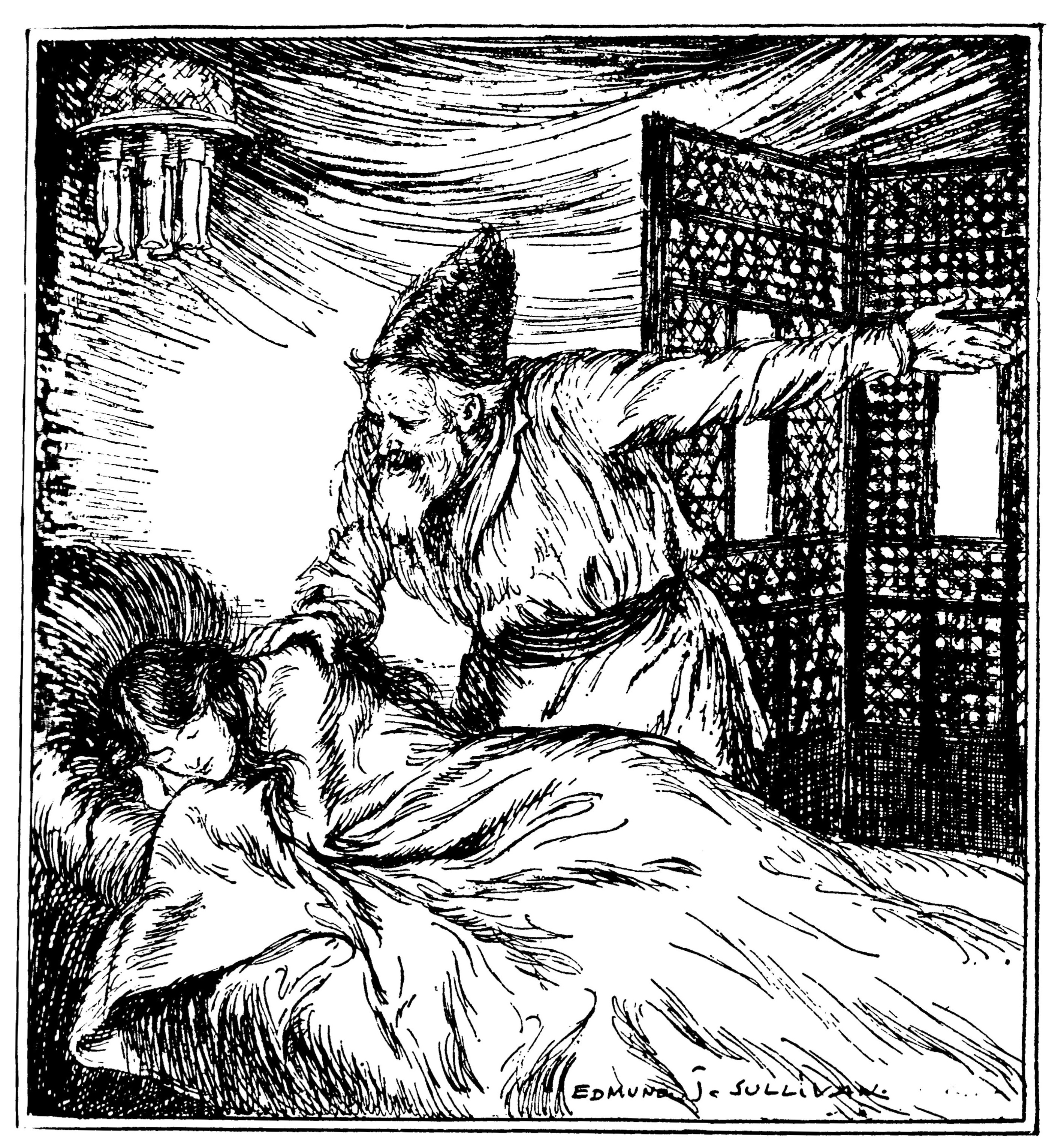
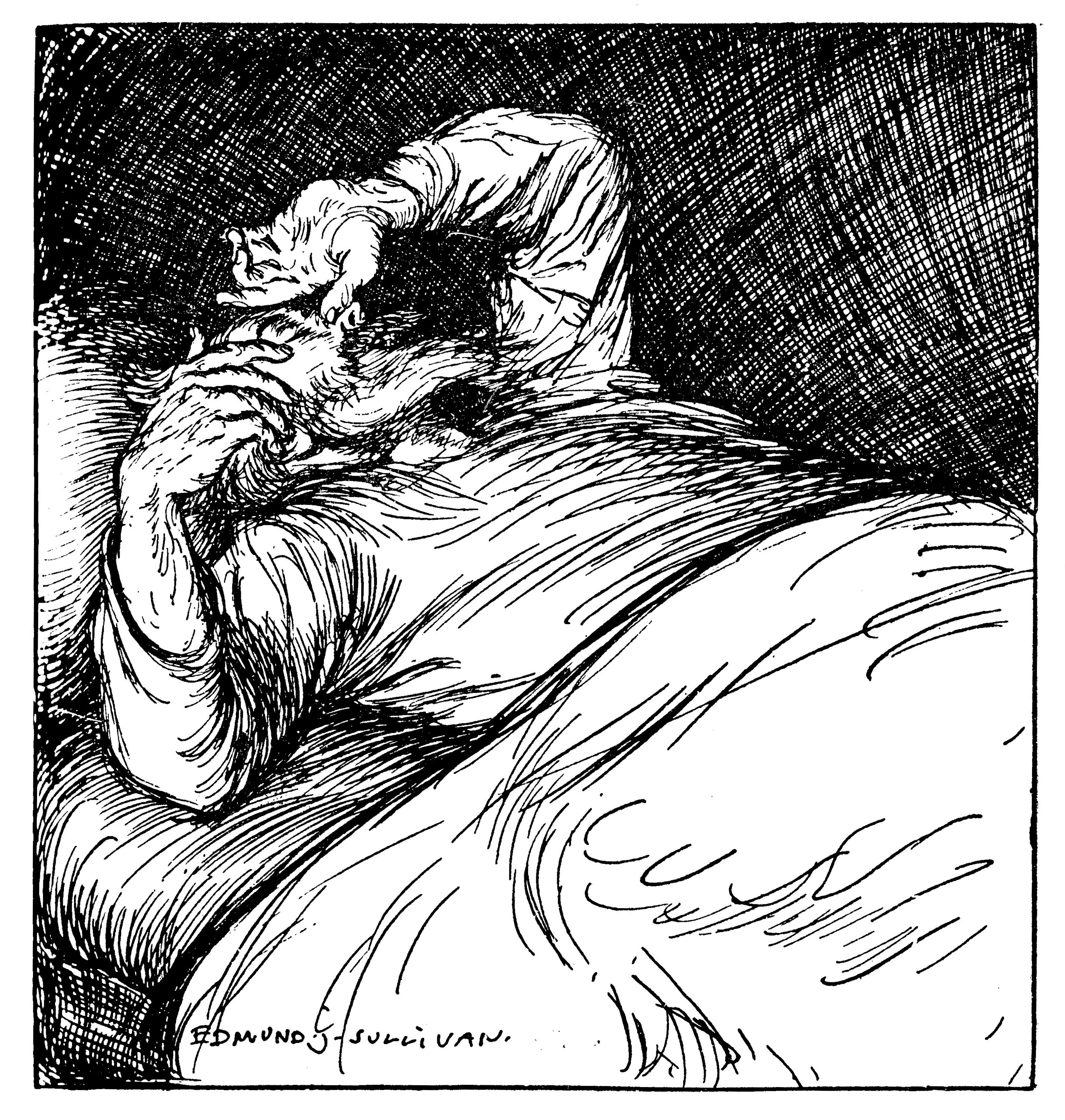
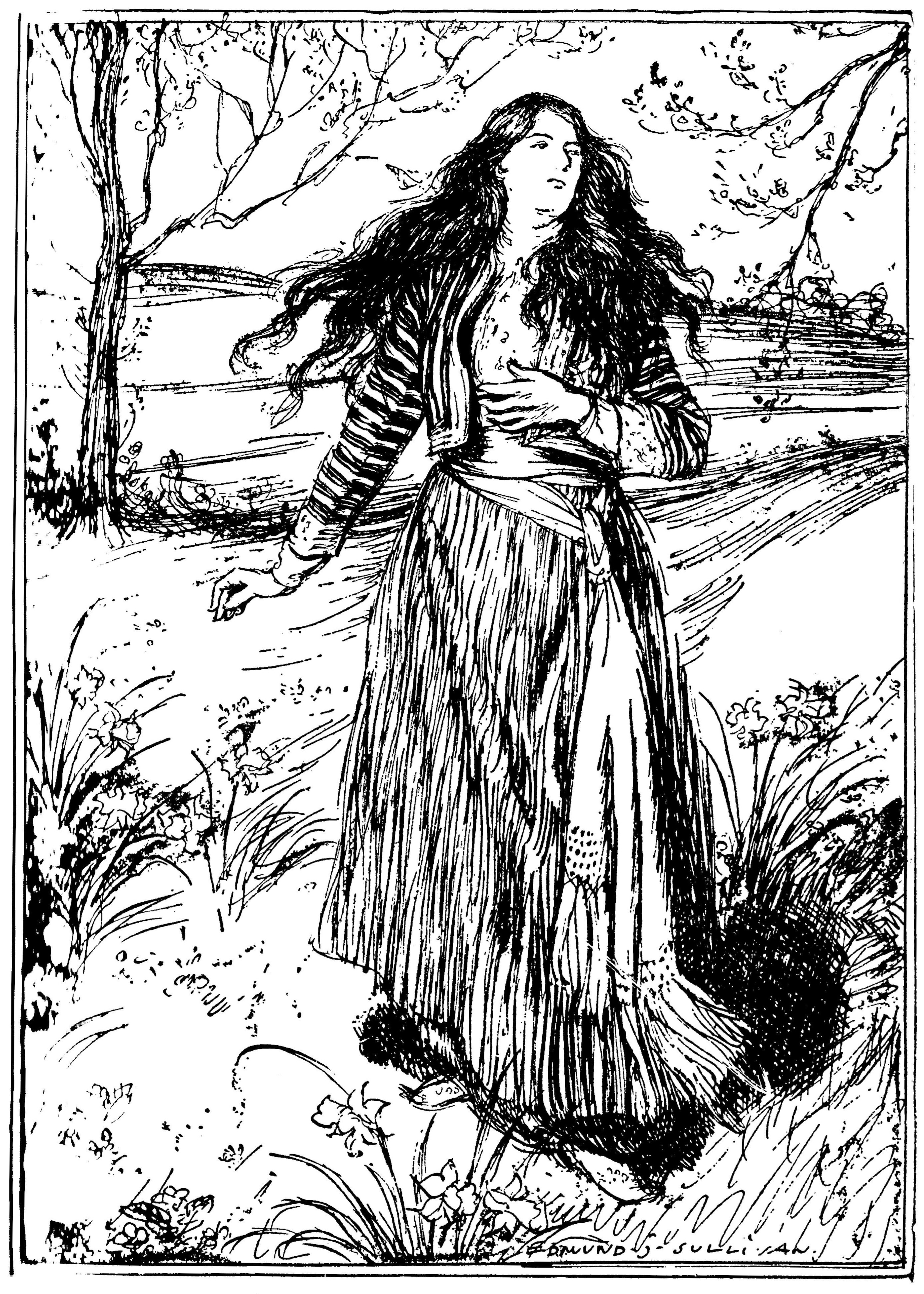
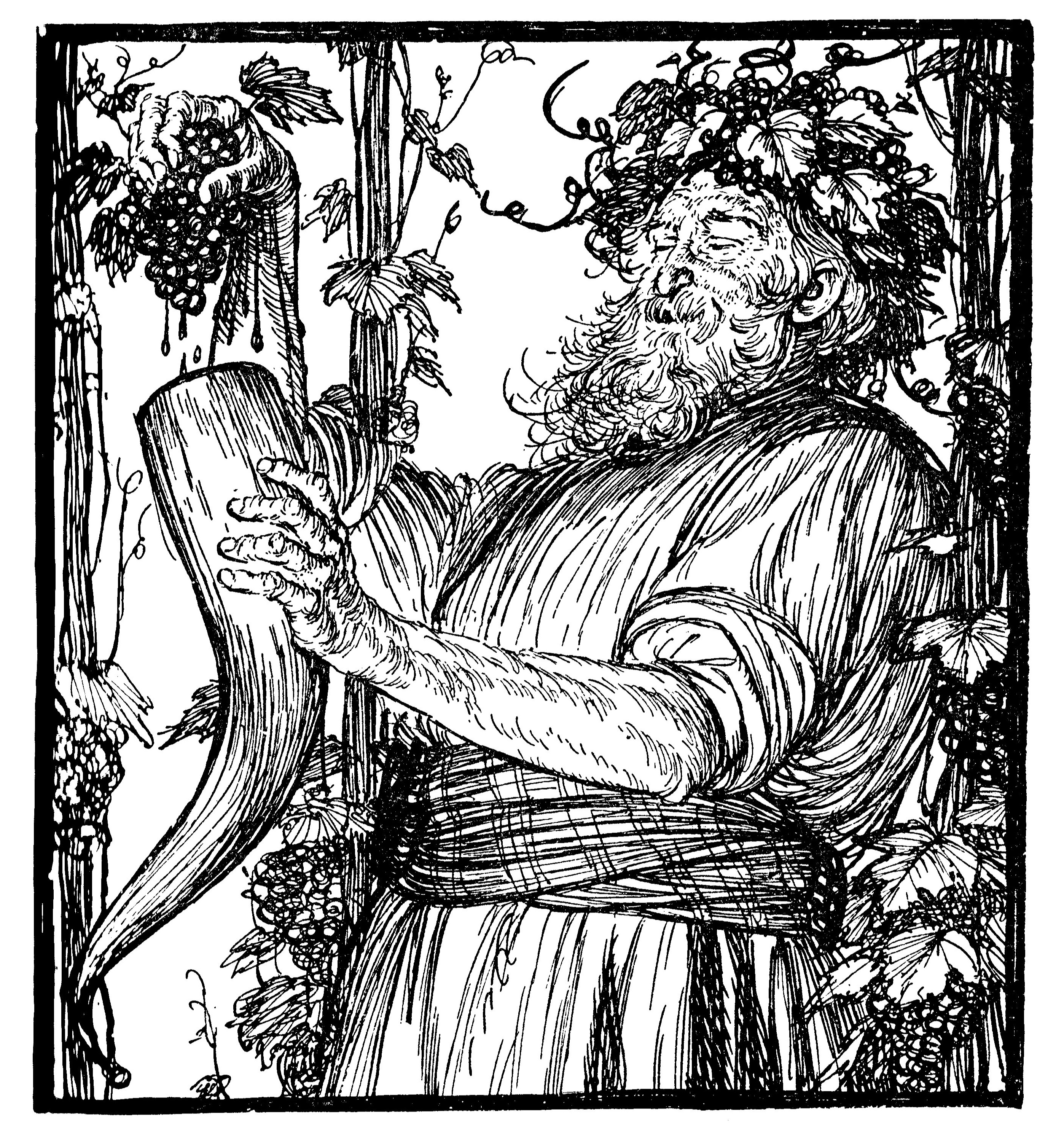
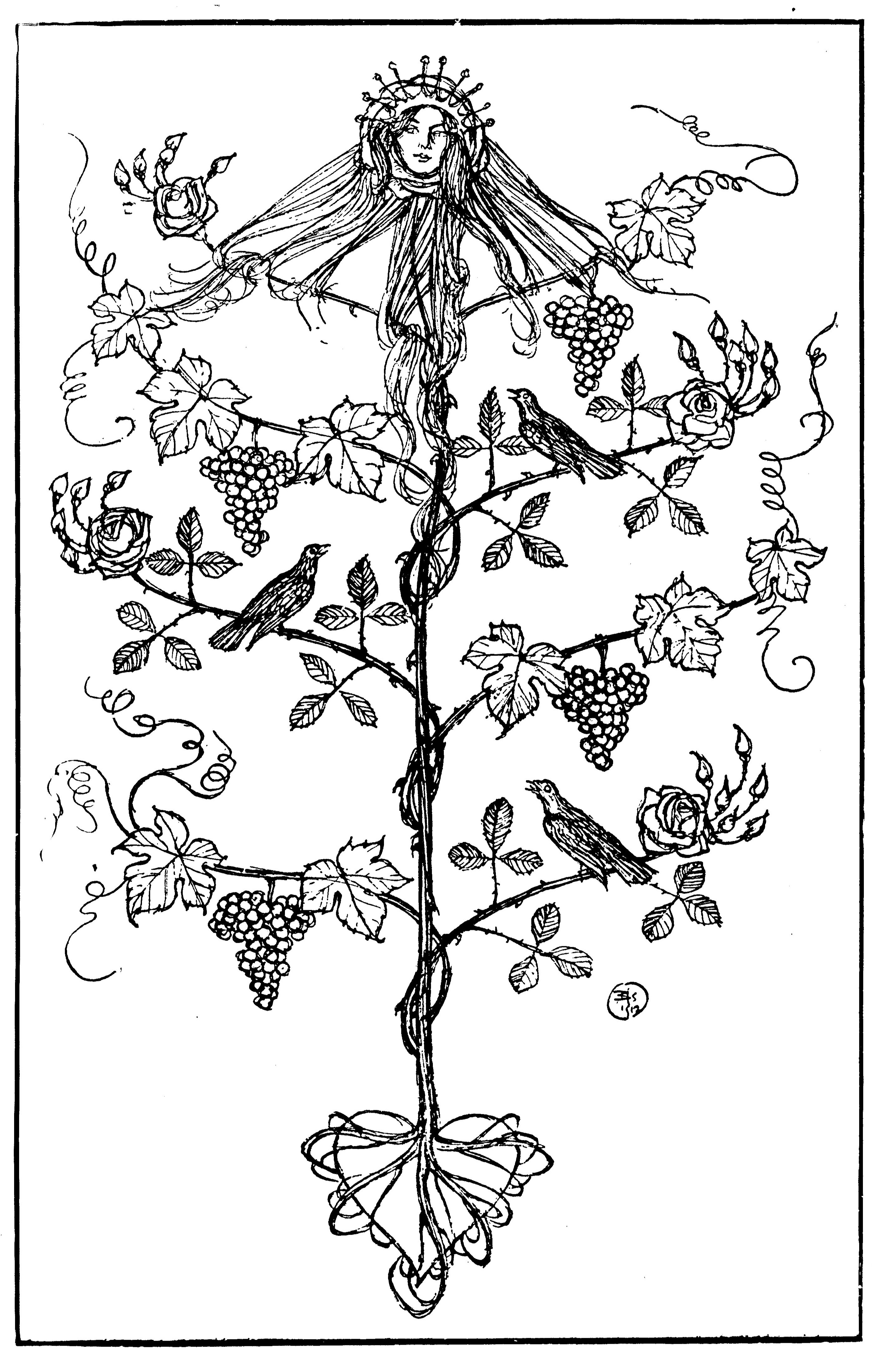
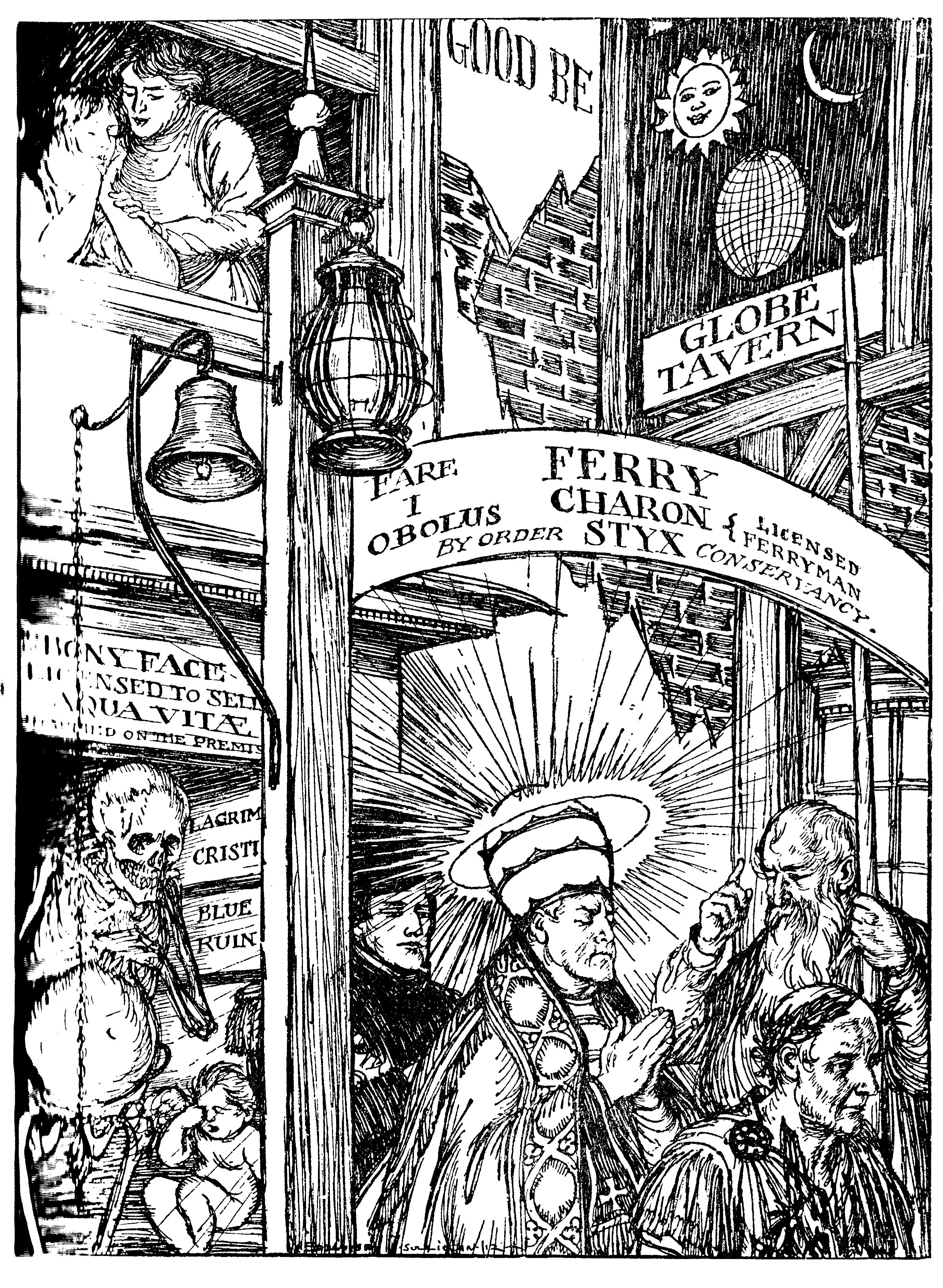

Autres
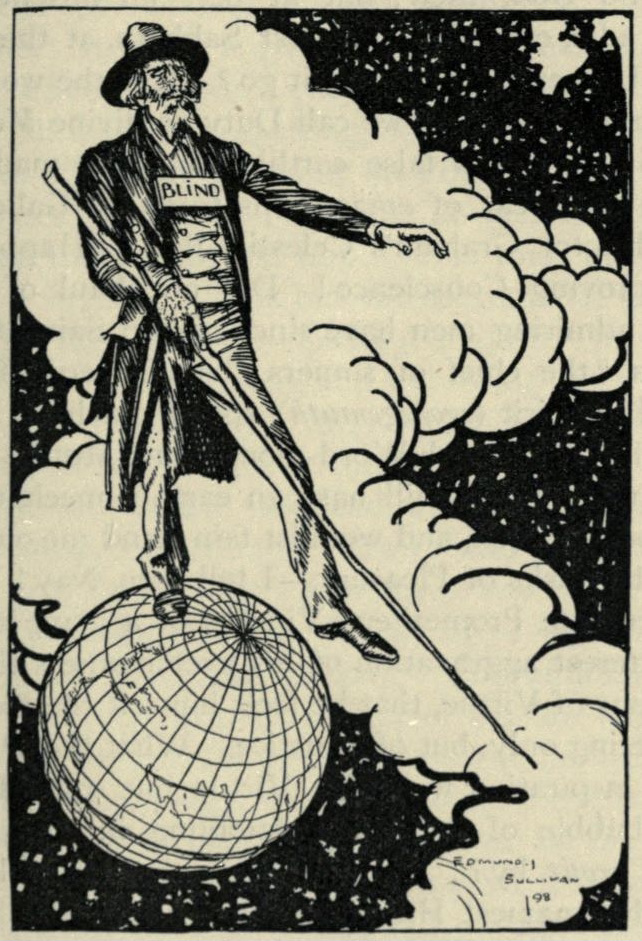
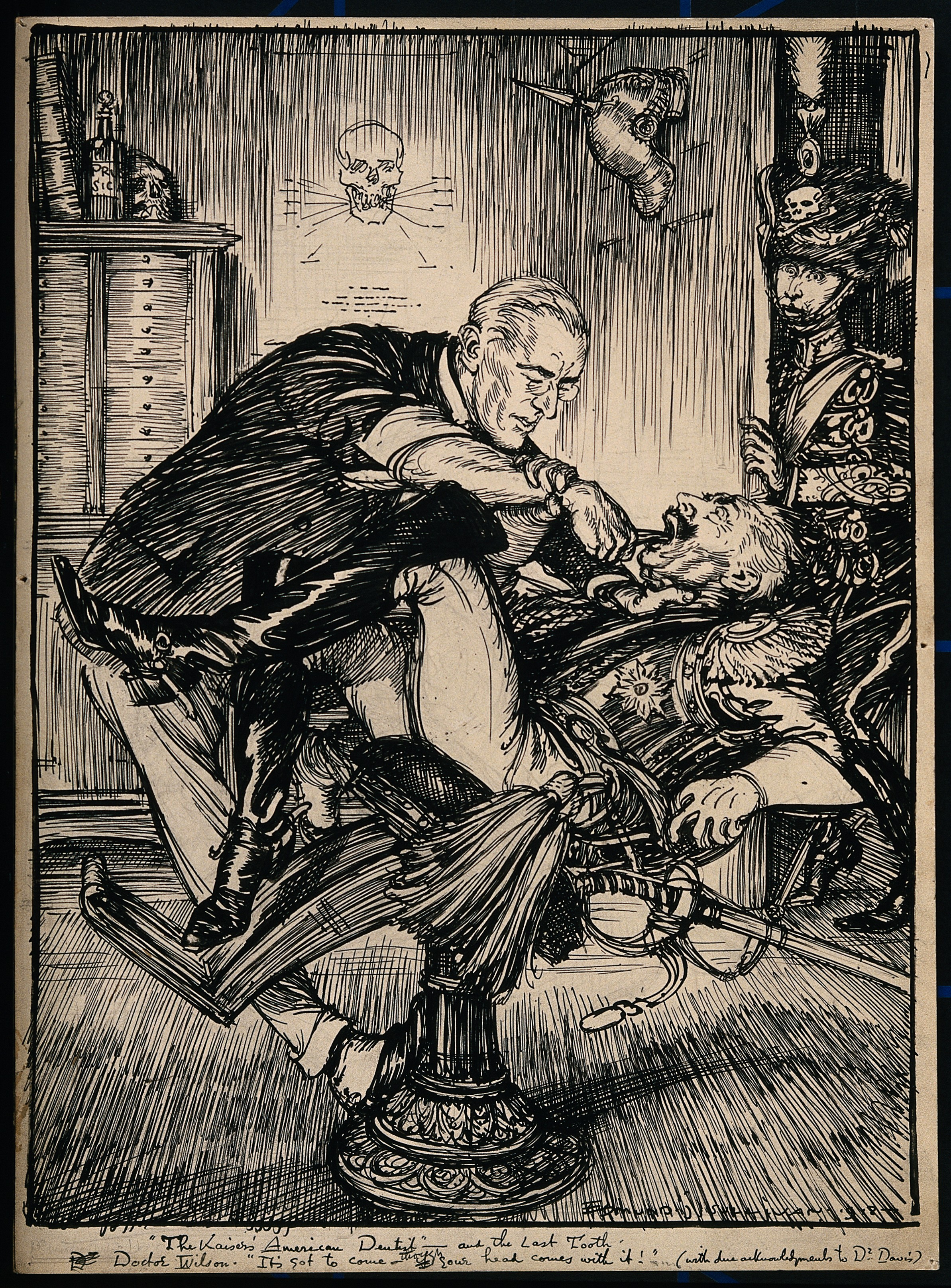
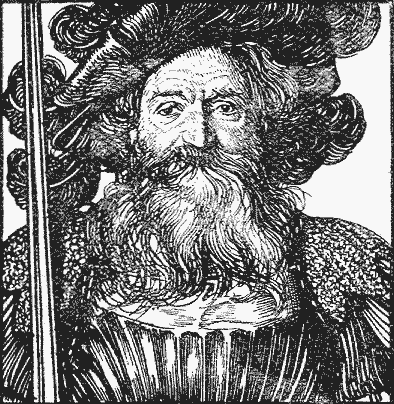
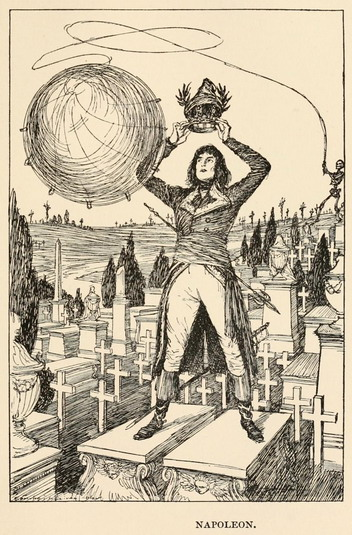
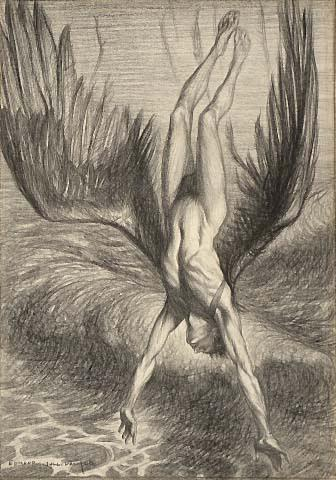
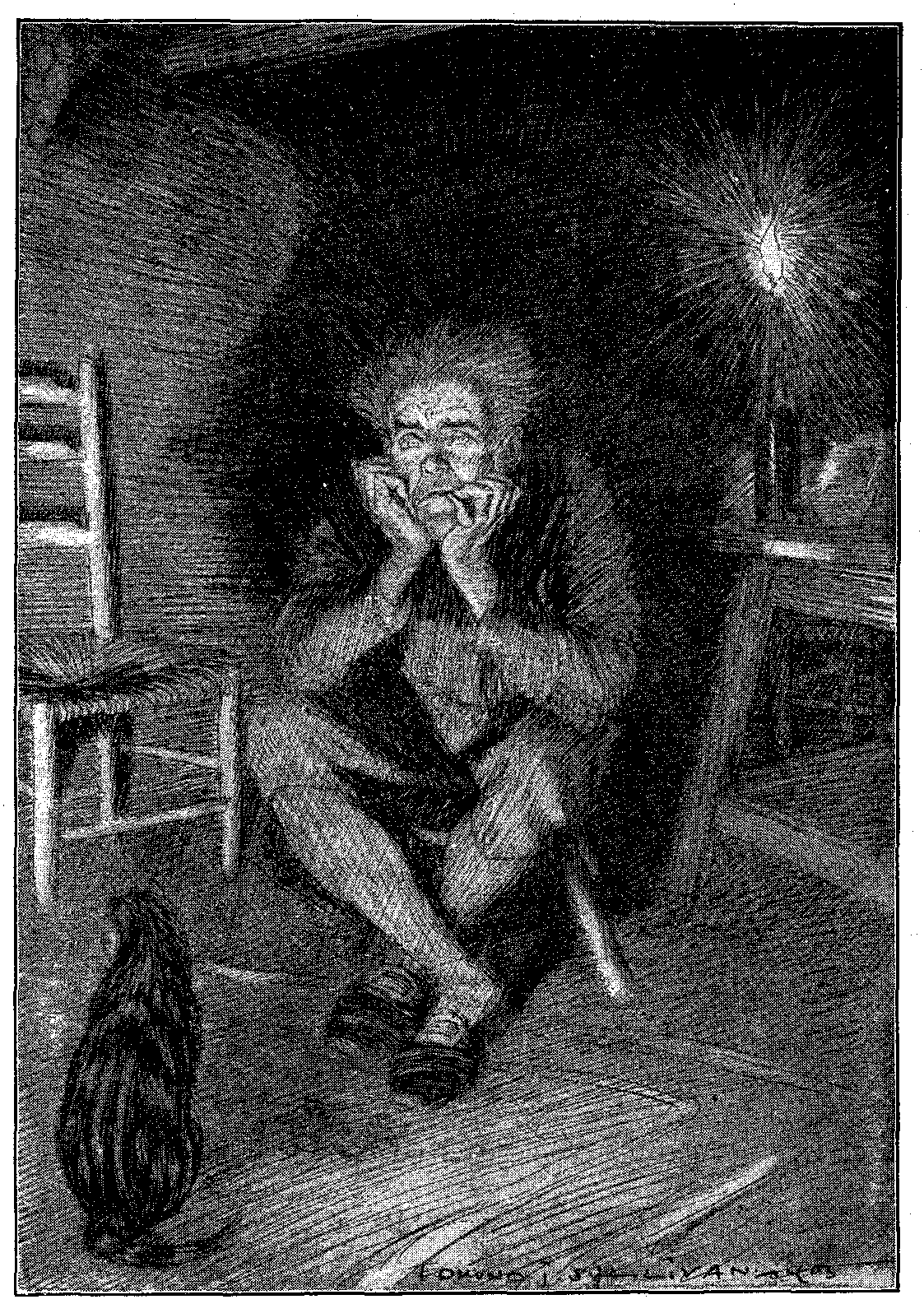
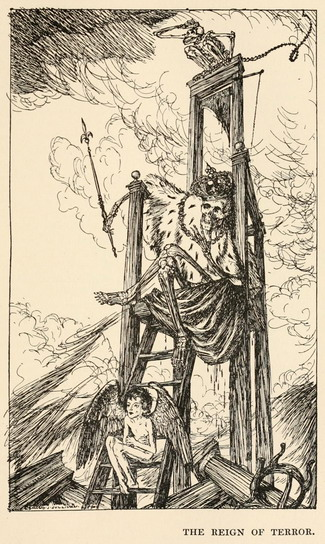